# Bukettgilia
Bukettgilia (Gilia tricolor) är en blågullsväxtart. Bukettgilia ingår i släktet gilior, och familjen blågullsväxter.

## Underarter
Arten delas in i följande underarter:
- G. t. diffusa
- G. t. tricolor

## Bildgalleri

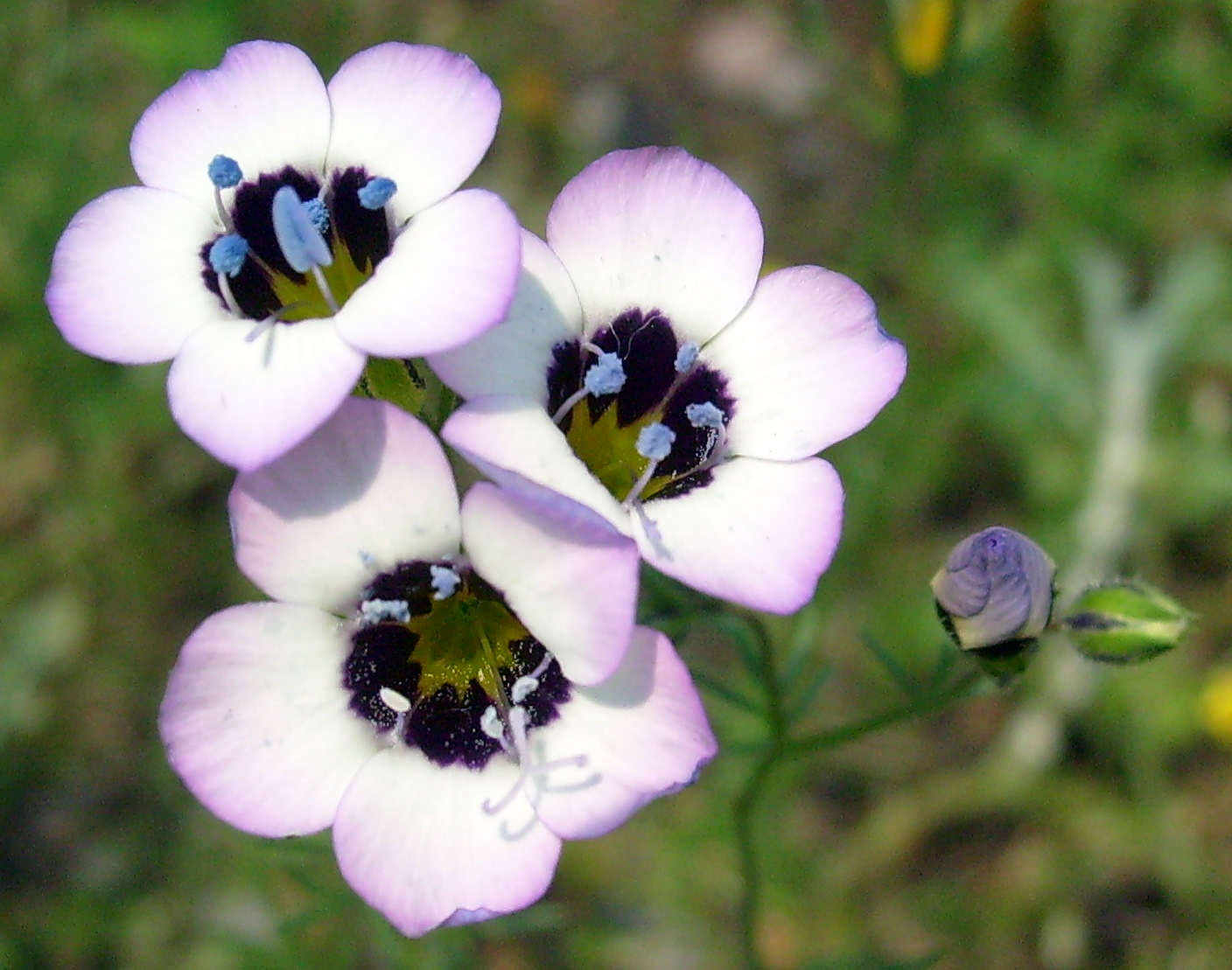
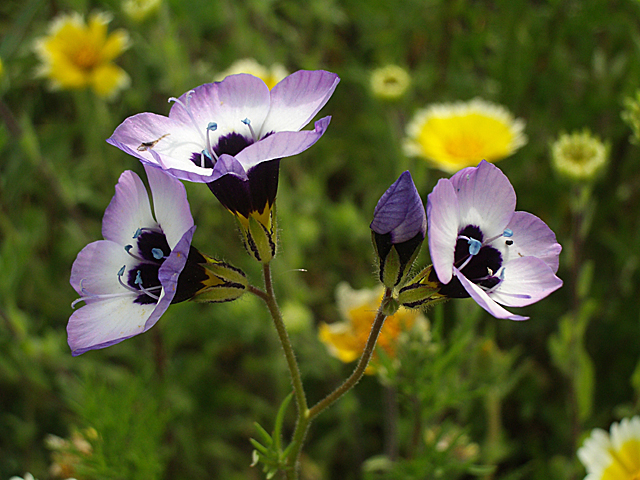
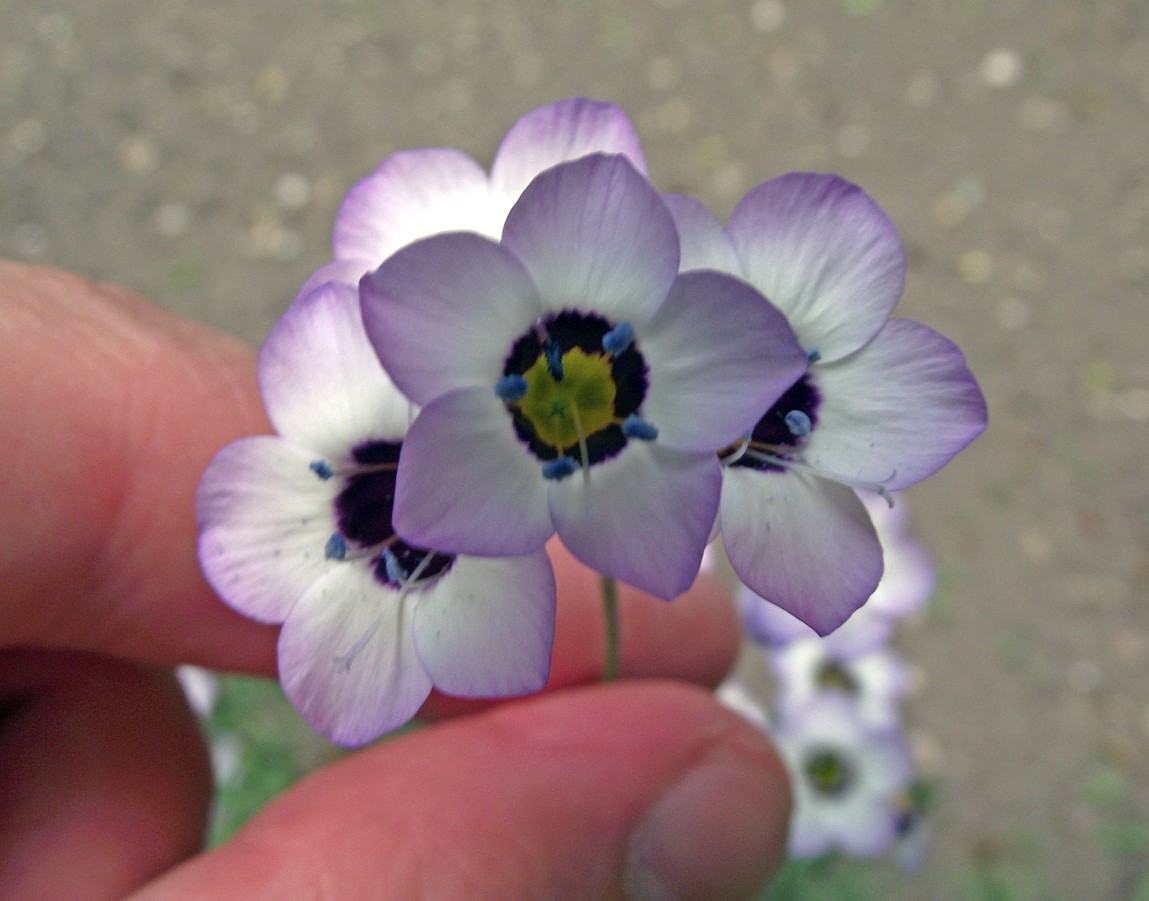
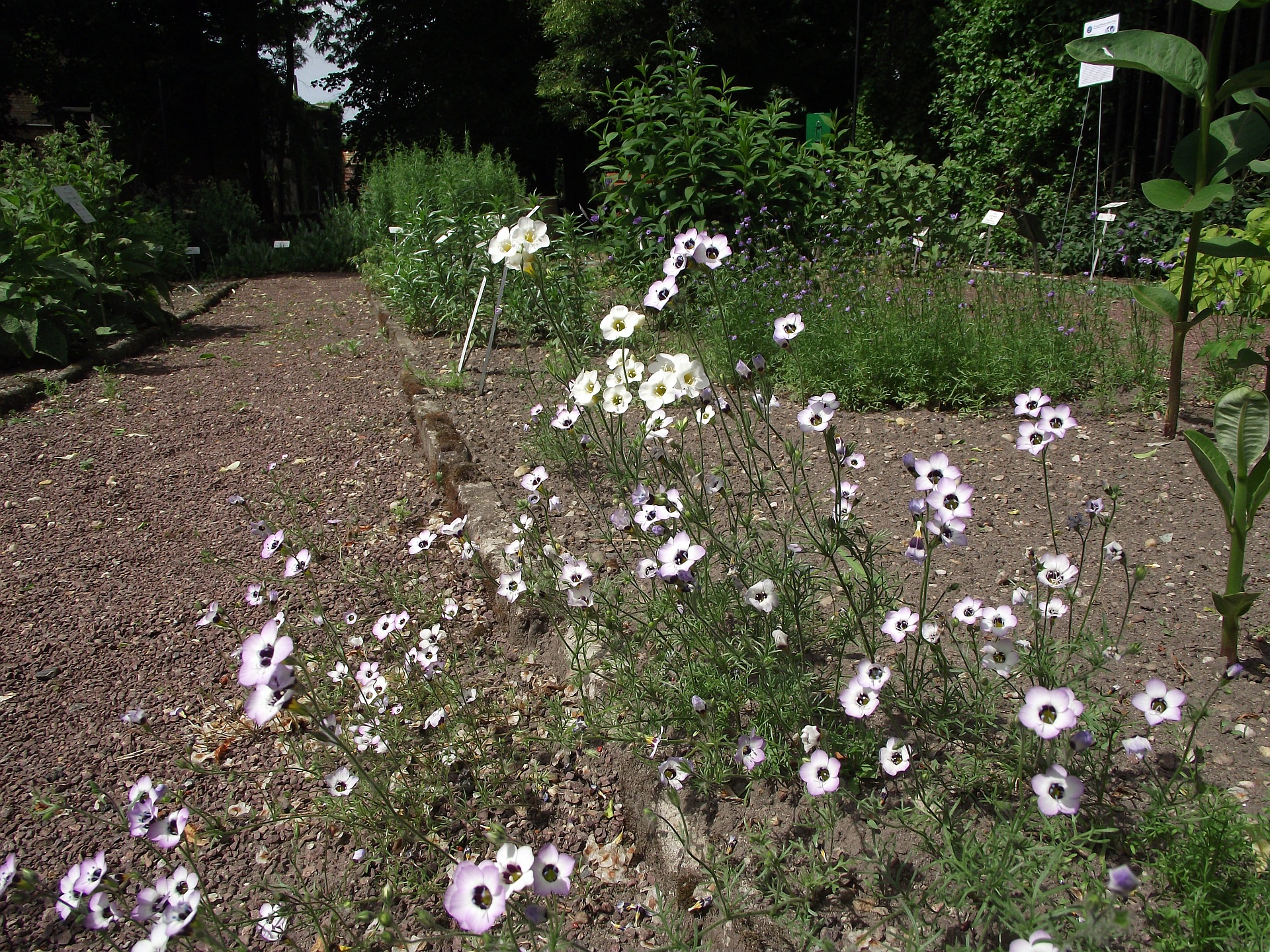
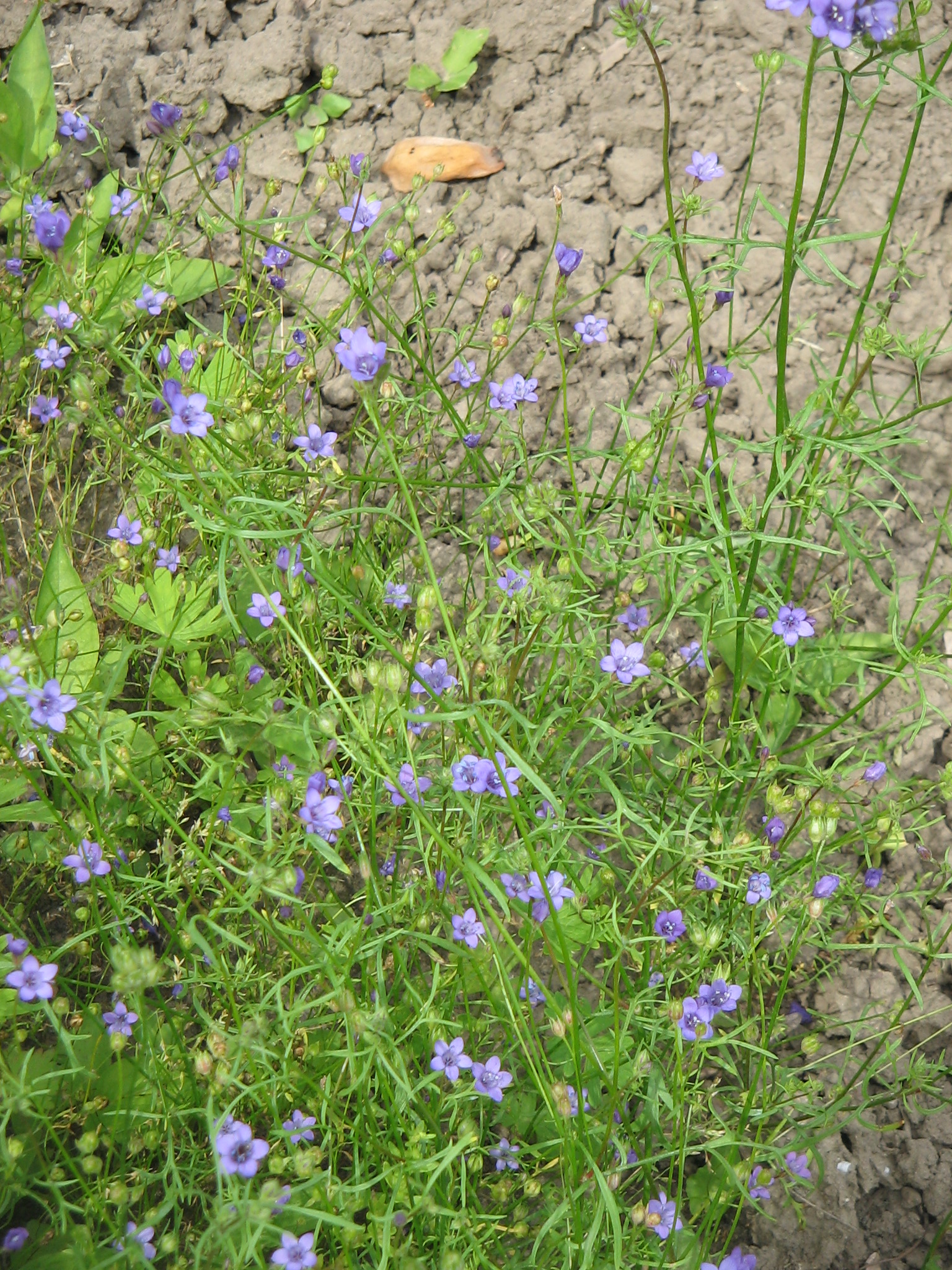
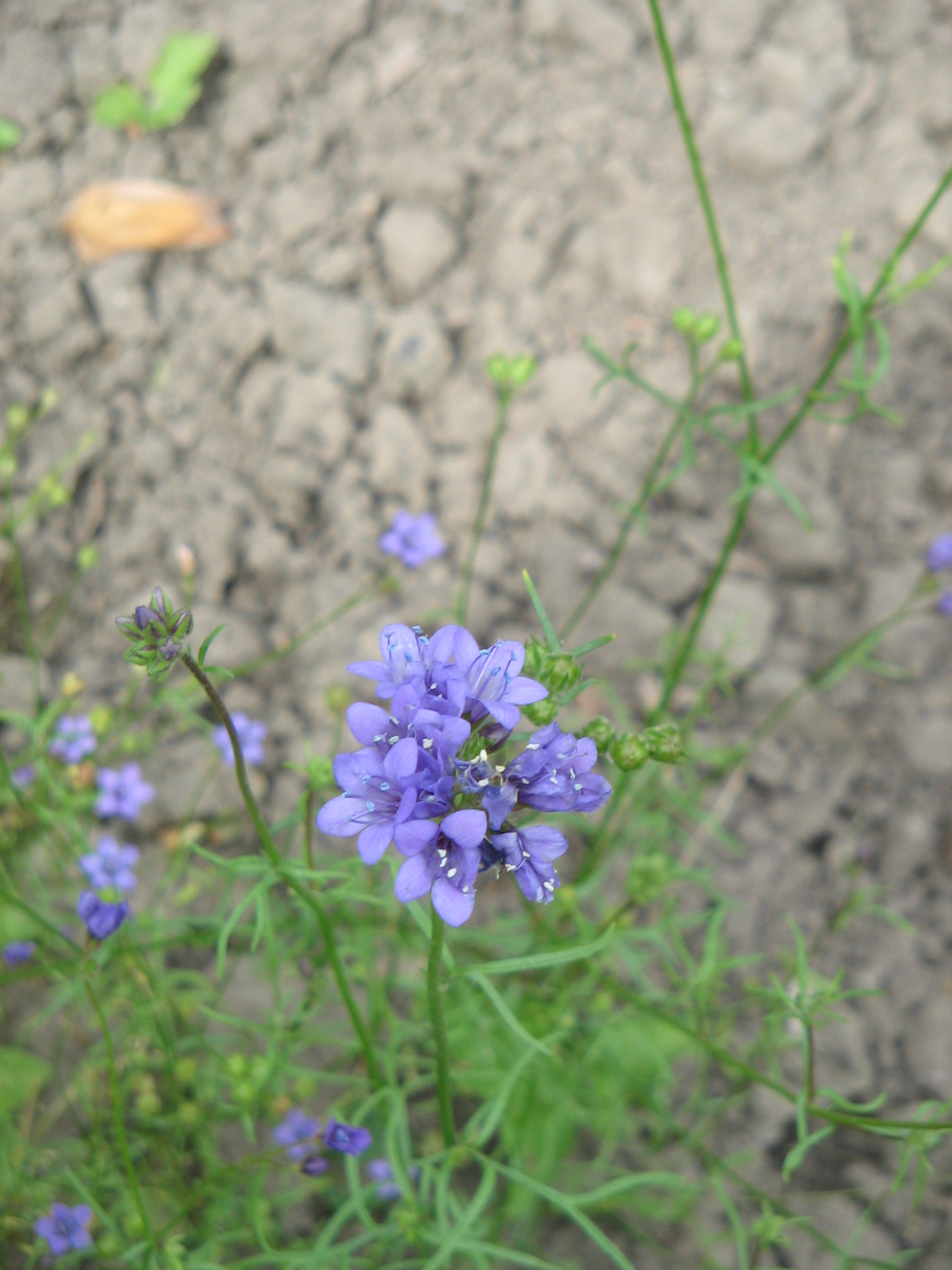